# Gymnoscopelus nicholsi
Gymnoscopelus nicholsi és una espècie de peix de la família dels mictòfids i de l'ordre dels mictofiformes.

## Morfologia
- Els mascles poden assolir 16,1 cm de longitud total.[3][4]

## Alimentació
Menja eufausiacis, Hyperiidea, misidacis, copèpodes i amfípodes.

## Depredadors
És depredat per Gymnodraco acuticeps (Antàrtida), Paradiplospinus gracilis (Illes Shetland del Sud), Lampris immaculatus (Illes Malvines), Salilota australis (Illes Malvines), Trematomus eulepidotus (Antàrtida), Diomedea chrysostoma (Antàrtida), Thalassarche chrysostoma (Xile), Arctocephalus gazella (Illes Òrcades del Sud), Arctocephalus tropicalis (Illes del Príncep Eduard) i Aptenodytes patagonicus (Illes Crozet).

## Hàbitat
És un peix marí i d'aigües profundes.

## Distribució geogràfica
Es troba a l'oceà Antàrtic i aigües properes.